# J. 에디 펙
J. 에디 펙(J. Eddie Peck, 1958년 10월 10일 ~ )은 미국의 배우이다.
린치버그에서 태어났다.

## 출연 작품
- 디보스 텍사스 스타일 (2013년) - 쿠엔틴 역
- 멕시칸 골드 (2009년)
- 빅 헌터 (2000년)
- 할머니네로 우리는 간다 (1992, To Grandmother's House We Go)
- 열정의 람바다 (1990년)
- 사탄 (1988년)
- 브레이킹 홈 (1987년)
- 데인저러슬리 클로즈 (1986년) - 대니 역

### 텔레비전
- 카일 XY 시즌1 (2006년)
- 다이너스티 (1981년)
- 달라스 (1978년)
- 더 영 앤 더 레스트리스 (1973년)
- 우리 생애 나날들 (1965년)